# Torneo Triangolare dell'Oceano Indiano 1958
Il Torneo Triangolare dell'Oceano Indiano 1958 (Tournoi triangulaire de l’Océan Indien 1958) fu la dodicesima edizione del Torneo Triangolare dell'Oceano Indiano, competizione calcistica per nazione riservata a tre nazioni insulari africane che si affacciano sull'Oceano Indiano: Madagascar, Mauritius e La Riunione. La competizione si svolse a La Riunione dal 16 ottobre al 23 ottobre 1958.

## Formula
- Qualificazioni

Nessuna fase di qualificazione. Le squadre sono qualificate direttamente alla fase finale.
- Fase finale

Girone unico - 3 squadre, giocano partite di sola andata. La vincente si laurea campione del Torneo Triangolare.

## Squadre partecipanti
| Pr. | Squadra     | Data di qualificazione certa | Partecipante in quanto | Partecipazioni precedenti al torneo                                   | Ultima presenza |
| --- | ----------- | ---------------------------- | ---------------------- | --------------------------------------------------------------------- | --------------- |
| 1   | Madagascar  | -                            | Qualificata di diritto | 11 (1947, 1948, 1949, 1950, 1951, 1952, 1953, 1954, 1955, 1956, 1957) | Mauritius 1957  |
| 2   | Mauritius   | -                            | Qualificata di diritto | 11 (1947, 1948, 1949, 1950, 1951, 1952, 1953, 1954, 1955, 1956, 1957) | Mauritius 1957  |
| 3   | La Riunione | -                            | Qualificata di diritto | 11 (1947, 1948, 1949, 1950, 1951, 1952, 1953, 1954, 1955, 1956, 1957) | Mauritius 1957  |

Nella sezione "partecipazioni precedenti al torneo", le date in grassetto indicano che la nazione ha vinto quella edizione del torneo, mentre le date in corsivo indicano la nazione ospitante.

## Fase finale

### Girone unico

#### Classifica
| Pos | Squadra     | P.ti | G | V | N | P | GF | GS | DR |
| --- | ----------- | ---- | - | - | - | - | -- | -- | -- |
| 1   | Madagascar  | 4    | 2 | 2 | 0 | 0 | 6  | 3  | +3 |
| 2   | Mauritius   | 2    | 2 | 1 | 0 | 1 | 4  | 3  | +1 |
| 3   | La Riunione | 0    | 2 | 0 | 0 | 2 | 1  | 5  | -4 |

#### Risultati
| 16 ottobre 1958 | La Riunione | 0 – 2 | Mauritius |  |

| 19 ottobre 1958 | La Riunione | 1 – 3 | Madagascar |  |

| 23 ottobre 1958 | Mauritius | 2 – 3 | Madagascar |  |